# Phrixos-Gruppe

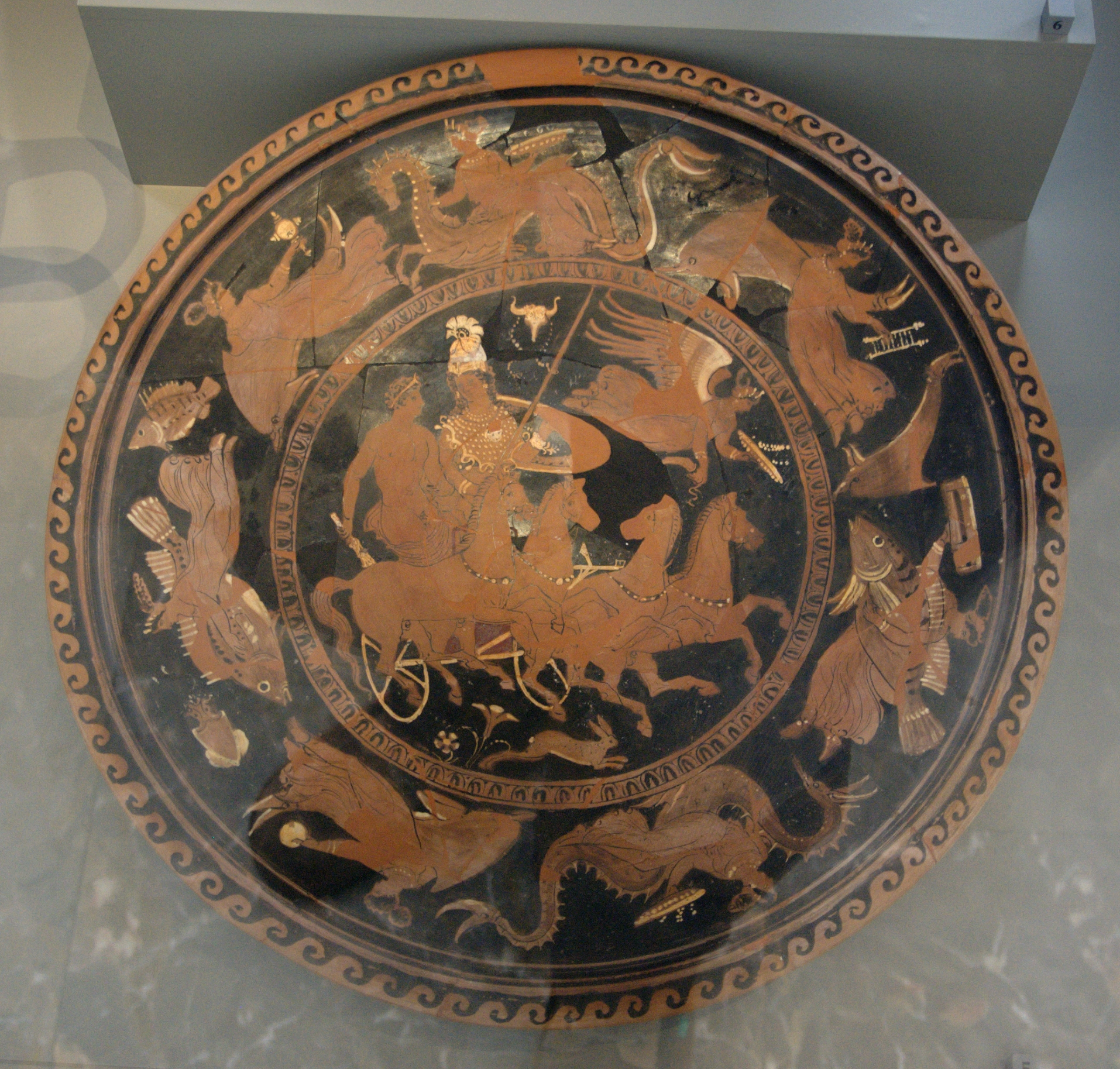
Herakles-Teller

Als Phrixos-Gruppe wird eine Gruppe apulischer Vasenmaler des dritten Viertels des 4. Jahrhunderts v. Chr. bezeichnet.
Ihren Notnamen erhielt die Phrixos-Gruppe aufgrund der Darstellung der mythologischen Figur Phrixos auf einer ihrer Vasen. Phrixos reitet hier auf einem Widder über das Meer. Um ihn sind mehrere Fische gruppiert. Aufgrund dieser Fische war es möglich der Gruppe weitere Fischteller zuzuordnen. Die Dareios-Unterwelt-Werkstatt, der sie zugeordnet wird, gilt als die Manufaktur die die qualitätvollsten Arbeiten rotfiguriger apulischer Vasen der entsprechenden Zeit produziert hatte. Es ist unklar, ob die Gruppe aus mehreren Künstlern oder nur aus dem Hauptvertreter, dem Phrixos-Maler, bestand. Diesem wird die Namenvase der Gruppe zugeschrieben.